# Im Wiesengrund
Im Wiesengrund war eine Ortslage in Radevormwald im Oberbergischen Kreis im nordrhein-westfälischen Regierungsbezirk Köln in Deutschland.

## Lage und Beschreibung
Im Wiesengrund lag im äußersten Nordwesten von Radevormwald unmittelbar an der Stadtgrenze zu Ennepetal. Weitere Nachbarorte sind Oege (zu Remlingrade), Im Wildental, Pastoratshof und Zum Hofe. Der Ort lag an einer Verbindungsstraße zwischen der Landesstraße 414 und Remlingrade.
Die Ortslage liegt am Fuß des Fansberg (268,9 m ü. NHN) am Remlingrader Bach, ein Nebenbach der Wupper, und besteht als landwirtschaftliches Anwesen seit etwa 1950. Anfang des 20. Jahrhunderts zerstörte ein Feuer das Gebäude, die Brandruine bestand noch bis zur endgültigen Niederlegung ein paar Jahre später. Seitdem ist die Ortslage eine Wüstung. Ein neues Baurecht wird dem Eigentümer von der Baubehörde nur unter eng gefassten Voraussetzungen gewährt.